# Ōnokuni Yasushi
Ōnokuni Yasushi (大乃国 康, né Yasushi Aoki (青木 康), le 9 octobre 1962) est le 62e yokozuna de l'histoire du sumo. Il commence sa carrière en 1978 et atteint la division supérieure en 1983. Il obtient le titre suprême de yokozuna lors du tournoi de novembre 1987. Après avoir pris sa retraite en 1991, il devient entraineur et prend la tête de l'écurie Shibatayama dès 1999. En 2018, il est élu au bureau directoire de l'association japonaise de sumo. Il est originaire d'Hokkaidō.

## Enfance et début de carrière
Aoki est né à Memuro, Hokkaidō en 1962. Durant sa scolarité il pratique le judo avec succès, on lui prédit même une médaille d'or aux jeux olympiques. Mais après un tournoi de sumo dans sa région natale, et aux vues de ses qualités de lutteur, il est recruté dans l'écurie Hanakago par Kaiketsu Masateru. Il fait ses débuts dans le sumo professionnel dès mars 1978, à seulement 15 ans. Il prend le shikona d' Ōnokuni (大ノ国) lors du tournoi suivant. Lorsque Kaiketsu crée son écurie Hanaregoma en 1981, Ōnokuni le suit.

## Makuuchi
Ōnokuni a atteint la deuxième division jūryō en 1982, et la première division makuuchi un an plus tard, en mars 1983. Il obtient le rang de komusubi seulement trois tournois après. Puis il enchaine en novembre 1983 en remportant son premier prix spécial et trois étoiles d'or en battant les trois yokozuna de l'époque ( Kitanoumi, Chiyonofuji et Takanosato ). Cela lui permet d'être promu au rang de sekiwake . Pour le tournoi de mars 1984, il change l'orthographe de son shikona en 大乃国 et il a bat trois yokozuna et trois ōzeki et obtient alors les prix spéciaux de l'esprit combatif et de la performance exceptionnelle. Ōnokuni est finaliste du tournoi de juillet 1985, enregistrant 12 victoires contre 3 défaites, une performance lui assurant la promotion au rang d'ōzeki. Il est de nouveau finaliste lors du tournoi suivant avec encore un score de 12-3.
Pendant plus d'un an, ses performances restent bonnes en étant toujours kachi-koshi, jusqu'à ce qu'il remporte son premier tournoi en mai 1987 avec un bilan parfait de 15 victoires et aucune défaite. Il est le 2ème rikishi après Chiyonofuji à remporter un yūshō de première division dans le nouveau Ryōgoku Kokugikan. Après avoir terminé deuxième à deux reprises lors des deux tournois suivants, il est promu yokozuna, le rang le plus élevé du sumo, en septembre 1987. Ses 40 victoires pour 5 défaites en 3 tournois, place sa performance (à égalité avec Wakanohana II) comme la plus remarquable pour un candidat à la promotion de yokozuna dans l'ère des six tournois par an (après 1958).

## Yokozuna
Le premier tournoi d'Ōnokuni en tant que yokozuna se termine sur un score décevant de 8-7. Mais en mars 1988, il bat le yokozuna Hokutoumi lors d'un barrage pour remporter sa deuxième coupe de l'Empereur. Cependant, les yokozuna Chiyonofuji et Hokutoumi de l'écurie Kokonoe se révèlent dominants au cours des tournois suivants et Ōnokuni ne remportera plus de tournoi.
Il remporte une célèbre victoire sur Chiyonofuji le dernier jour du tournoi de novembre 1988, mettant ainsi fin à la série impressionnante de 53 victoires consécutives de son adversaire. De plus, il s'agit du dernier match de sumo de la période Shōwa.
À partir de 1989, il commence à souffrir d'apnée du sommeil. Il atteint un pic de poids de 210 kg en mai 1989 et commence également à souffrir de problèmes aux jambes. Il tente de perdre du poids grâce à une combinaison d’entraînement et de régime, mais cela l’affaiblit et il ne s'en remettra jamais vraiment. Il a manque la majeure partie du tournoi de juillet en raison d'une blessure au genou, puis en septembre, il devient le premier yokozuna à être make-koshi, c'est-à-dire d'avoir obtenu plus de défaites que de victoires sur un tournoi. Il propose alors sa démission, ce qui est attendu dans ce cas-là, mais l'Association japonaise de sumo lui refuse, Ōnokuni peut alors continuer de lutter.
Lors de son tournoi de retour en janvier 1990, Ōnokuni s'en sort avec 8 victoires mais souffre d'une grave blessure à la cheville et manque les quatre tournois suivants, une absence sans précédent pour un yokozuna.
Il revient finalement sur le dohyo en novembre 1990 et remporte dix victoires, battant Chiyonofuji le dernier jour. En mars 1991, il finit deuxième pour la septième et dernière fois de sa carrière, terminant à une victoire derrière Hokutoumi avec 12-3. Sa défaite le dernier jour contre Kirishima le prive d'une chance de jouer le match de départage contre Hokutoumi et offre donc le yusho à se ce dernier. Hokutoumi a déclaré par la suite qu'il aurait certainement perdu le play-off car il s'était blessé lors de son combat de la veille. Ōnokuni manque le tournoi de mai suivant en raison d'une fièvre provenant d'une infection cutanée.
A son retour en juillet 1991, il est battu quatre fois au cours des huit premiers jours. Il annonce dans la foulée sa retraite du sumo à l'âge de seulement 28 ans après avoir été battu par Akinoshima le 8e jour, laissant un bilan décevant d'un seul yūshō et deux secondes places en ses 23 tournois au rang de yokozuna . Il n'aura jamais été classé premier sur le banzuke en tant que yokozuna 1 de l'Est. En mettant de côté les circonstances particulières du départ de Futahaguro du sumo, il est le deuxième plus jeune yokozuna à prendre sa retraite, après Tochinoumi.

## Carrière d'entraineur

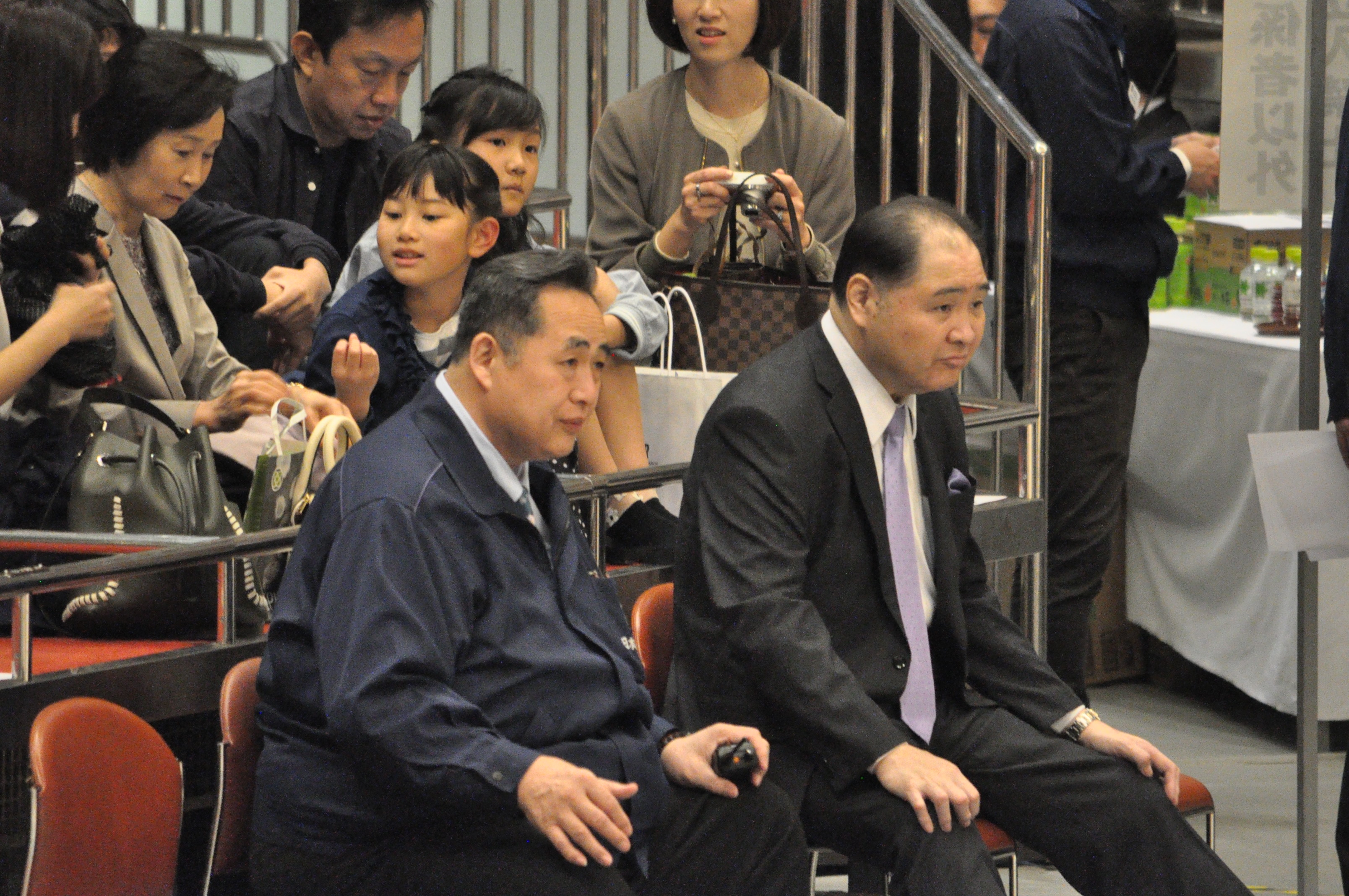
Shibatayama (à gauche) avec son collègue membre du conseil d'administration de l'Association de Sumo, Oguruma, en mai 2017

Après sa retraite, Ōnokuni reste dans le monde du sumo en tant qu'oyakata et ouvre sa propre écurie en 1999 appelée Shibatayama. Il prend alors officiellement ce nom. En mars 2008, l'écurie produit son premier sekitori, Daiyūbu, mais il ne passe qu'un seul tournoi en jūryō et prend soudainement sa retraite en juin 2010 après s'être brouillé avec son maître d'écurie. Daiyūbu déposa une plainte en septembre suivant, affirmant qu'il a été giflé et frappé, et que son chignon a été coupée contre sa volonté. Shibatayama a été entendu par la police sur les incidents présumés. L'affaire a finalement été réglée à l'amiable.
En mars 2016, Shibatayama et l'un de ses lutteurs, Komanokuni, sont condamnés par le tribunal du district de Tokyo à payer 32,4 millions de yens ( soit 248 000€) de compensation à un autre lutteur qui a subi des « abus quotidiens » depuis son arrivée en 2008 et qui a dû se faire opérer quatre fois pour une rétine détachée, perdant finalement la vue en 2013. Shibatayama fait appel de la décision, et en novembre 2016, un accord confidentiel négocié par le tribunal est finalement conclu.
En 2013, son ancienne écurie ferme lorsque Hanaregoma atteint l'âge de la retraite obligatoire. Leurs lutteurs sont transférés vers l'écurie Shibatayama. En janvier 2020, l'écurie compte un sekitori.
En 2018, Il est élu au conseil d'administration de l'Association Sumo et occupe le poste de chef du département des relations publiques.

## Vie privée
Il est marié depuis 1989.
Il a la réputation d'être un bon pâtissier et apparaît souvent dans des émissions de pâtisserie à la télévision. Il publie un livre Tour des pâtisseries du Japon par le 62ème yokozuna Ōnokuni (第62代横綱大乃国の全国スイーツ巡業)). Il a confectionné un gâteau pour célébrer la promotion de Daiyūbu au rang de jūryō.
Son autobiographie, intitulée Winning Even When You Lose (Gagner même en perdant), a été publiée en 2008.

## Style de combat
La prise préférée d'Ōnokuni sur le mawashi de son adversaire est le migi-yotsu, une position main gauche à l'extérieur et main droite à l'intérieur.Il gagne la plupart de ses combats par yori-kiri (sortir son adversaire en tenant le mawashi), qui représente près de la moitié de ses victoires au niveau sekitori . Il aime également la prise uwatenage, ou lancer par-dessus le bras. Il possède un style plutôt défensif, préférant attendre une ouverture plutôt que de prendre l'initiative dès le début d'un combat.

## Résultats par basho
| Année | Janvier Hatsu basho, Tokyo        | Mars Haru basho, Osaka               | Mai Natsu basho, Tokyo               | Juillet Nagoya basho, Nagoya          | Septembre Aki basho, Tokyo           | Novembre Kyūshū basho, Fukuoka       |
| --- | --------------------------------- | ------------------------------------ | ------------------------------------ | ------------------------------------- | ------------------------------------ | ------------------------------------ |
| 1978 | x                                 | (Maezumo)                            | Jonokuchi de l’Ouest #15 4–3         | Jonidan de l’Ouest #86 3–2–2          | Jonidan de l’Est #99 5–2             | Jonidan de l’Est #49 5–2             |
| 1979 | Jonidan de l’Ouest #19 3–4        | Jonidan de l’Est #32 5–2             | Jonidan de l’Est #3 6–1              | Sandanme de l’Ouest #43 3–4           | Sandanme de l’Est #53 2–5            | Sandanme de l’Ouest #78 5–2          |
| 1980 | Sandanme de l’Ouest #46 5–2       | Sandanme de l’Ouest #12 4–3          | Sandanme de l’Est #2 2–5             | Sandanme de l’Est #29 3–4             | Sandanme de l’Est #46 4–3            | Sandanme de l’Ouest #25 6–1          |
| 1981 | Makushita de l’Ouest #49 3–4      | Sandanme de l’Est #1 4–3             | Makushita de l’Ouest #48 5–2         | Makushita de l’Ouest #27 4–3          | Makushita de l’Ouest #20 5–2         | Makushita de l’Est #8 5–2            |
| 1982 | Makushita de l’Est #1 4–3         | Jūryō de l’Est #11 5–10              | Makushita de l’Ouest #6 4–3          | Makushita de l’Ouest #4 4–3           | Makushita de l’Ouest #1 5–2          | Jūryō de l’Est #11 10–5              |
| 1983 | Jūryō de l’Ouest #2 11–4–CHAMPION | Maegashira de l’Ouest #9 8–7         | Maegashira de l’Ouest #2 6–9         | Maegashira de l’Est #5 8–7            | Komusubi de l’Ouest #1 6–9           | Maegashira de l’Est #3 10–5 P★       |
| 1984 | Sekiwake de l’Est #1 9–6 P        | Sekiwake de l’Est #1 10–5 PC         | Sekiwake de l’Est #1 6–9             | Maegashira de l’Est #1 10–5 P★        | Sekiwake de l’Ouest #1 10–5          | Sekiwake de l’Est #1 8–7             |
| 1985 | Sekiwake de l’Est #1 9–6          | Sekiwake de l’Ouest #1 9–6           | Sekiwake de l’Est #1 10–5 P          | Sekiwake de l’Est #1 12–3 C           | Ōzeki de l’Ouest #1 12–3             | Ōzeki de l’Est #1 11–4               |
| 1986 | Ōzeki de l’Ouest #1 12–3          | Ōzeki de l’Est #1 9–6                | Ōzeki de l’Ouest #2 11–4             | Ōzeki de l’Ouest #1 9–6               | Ōzeki de l’Ouest #1 8–7              | Ōzeki de l’Est #2 10–5               |
| 1987 | Ōzeki de l’Est #1 9–6             | Ōzeki de l’Est #2 9–6                | Ōzeki de l’Ouest #1 15–0             | Ōzeki de l’Est #1 12–3                | Ōzeki de l’Est #1 12–3               | Yokozuna de l’Ouest #1 8–7           |
| 1988 | Yokozuna de l’Ouest #2 5–5–5      | Yokozuna de l’Est #2 13–2            | Yokozuna de l’Ouest #1 11–4          | Yokozuna de l’Est #2 12–3             | Yokozuna de l’Ouest #1 8–7           | Yokozuna de l’Ouest #1 11–4          |
| 1989 | Yokozuna de l’Ouest #1 11–4       | Yokozuna de l’Est #2 12–3            | Yokozuna de l’Ouest #1 12–3          | Yokozuna de l’Ouest #1 1–4–10         | Yokozuna de l’Est #2 7–8             | Yokozuna de l’Est #2 Blessure 0–0–15 |
| 1990 | Yokozuna de l’Est #2 8–7          | Yokozuna de l’Est #2 Blessure 0–0–15 | Yokozuna de l’Est #2 Blessure 0–0–15 | Yokozuna de l’Est #2 Blessure 0–0–15  | Yokozuna de l’Est #2 Blessure 0–0–15 | Yokozuna de l’Ouest #2 10–5          |
| 1991 | Yokozuna de l’Est #2 10–5         | Yokozuna de l’Est #2 12–3            | Yokozuna de l’Est #2 Blessure 0–0–15 | Yokozuna de l’Ouest #1 Retraite 4–5–6 |                                      |                                      |
| Résultats sous la forme victoires – défaites – absences Champion du tournoi Vice-champion du tournoi Retraite Divisions inférieures Non-participation Sanshō : C = Combativité ; P = Performance exceptionnelle ; T = Technique Aussi représentés : ★ = Kinboshi ; P = Playoff(s) Divisions : Makuuchi — Jūryō — Makushita — Sandanme — Jonidan — Jonokuchi Rangs Makuuchi : Yokozuna — Ōzeki — Sekiwake — Komusubi — Maegashira |                                   |                                      |                                      |                                       |                                      |                                      |